# 夢見る頃を過ぎても (中島梓)
『夢見る頃を過ぎても』（ゆめみるころをすぎても）は、中島梓による評論集。副題は「中島梓の文芸時評」。
雑誌『海燕』1994年5月号から1995年4月号までの連載をまとめたもの。安原顯などから高い評価を受けた。
1995年6月10日にベネッセコーポレーションより単行本（ISBN 4-8288-2506-1）として刊行された。のち、1999年3月24日にはちくま文庫版（ISBN 4-480-03471-4）が刊行されている。

## 内容
- 不思議の島のガリバー
- ガリバーばななを読む
- 欲望という名のファンタジー
- 新人賞、今日はどこまでいったやら
- 1960年のゲートボール
- ムラカミは電気羊の夢を見るか
- 少女たちの見る夢は
- 夢見る頃を過ぎても
- 文学を殺したのはだあれ「わたしだわ」と大江健三郎がいった
- ベストセラーの構造'94
- 何処へ―時評のさいごに
- リリパット島を遠く離れて（あとがき）